# Шляхетська демократія

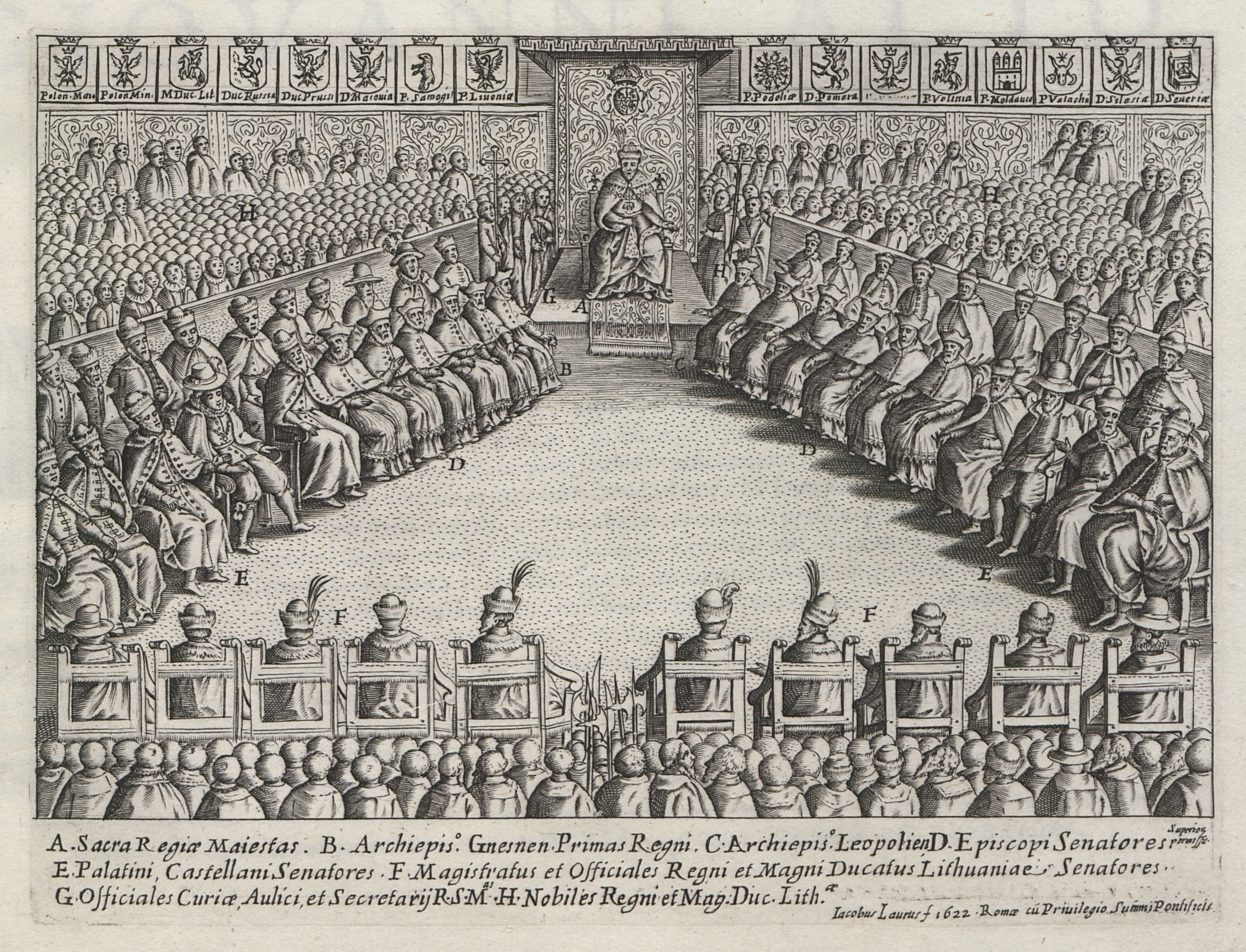
Вальний сейм в правління Сигізмунда III Вази

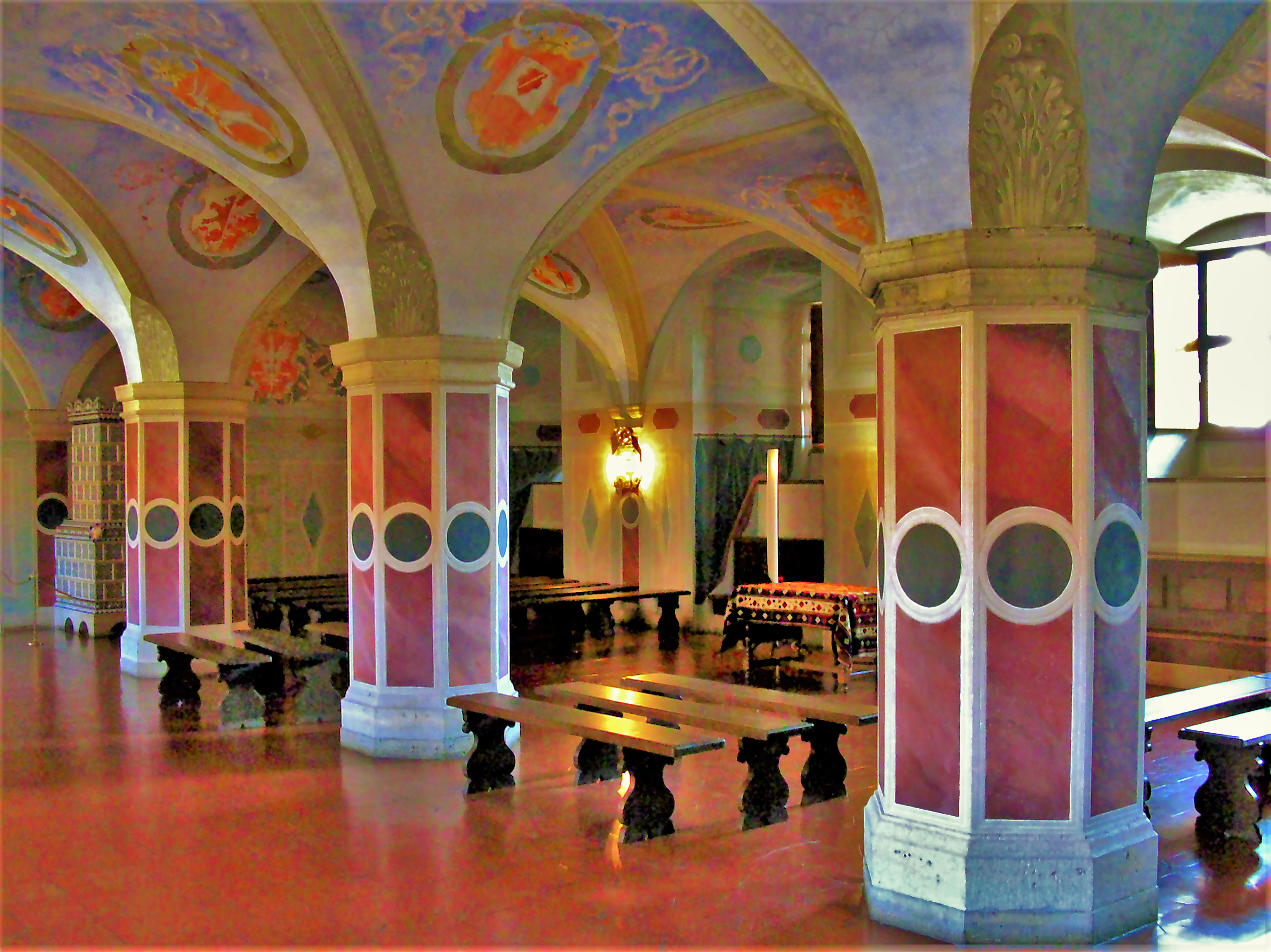
Посольська ізба в королівському замку у Варшаві

Шляхетська демократія (пол. Demokracja szlachecka) — політична система, що існувала в XVI–XVIII століттях в Королівстві Польському, а після в Речі Посполитій (Республіці Обох Націй). Характеризується наявністю широких прав шляхти (дворянства) в управлінні країною.
Шляхетська демократія з певною часткою умовності являє собою варіант представницької демократії з тією різницею, що нацією в Речі Посполитій вважалося не все населення, а лише шляхта (в принципі, цей політичний режим можна назвати й олігархією). У той же час, Річ Посполита не була республікою (хоча і називалася Rzeczpospolita, тобто Res publica — республіка), оскільки державу очолював довічно обраний монарх. Право вибору монарха належало Сейму — шляхетському представницькому зібранню. Представництво сейму забезпечувалося участю в його складі послів (депутатів) від дрібніших зборів шляхти — земських сеймиків. Послів обирала шляхта певного регіону, вони отримували від сеймику інструкції, в яких прописувалося, як їм голосувати на вальному (загальному) сеймі. Після закінчення вального сейму знову скликалися сеймики, на яких депутати звітували перед шляхтою (реляційні сеймики).
По Нешавських статутах 1454 року сеймики отримали від короля Казимира IV Ягайлончика широкі права на участь у загальнодержавних справах. До складу сейму входили король, члени Посольської ізби та сенату. В посольській ізбі засідало 170 депутатів, обраних на сеймиках (предсеймових). Сенат не був виборним органом і складався з членів Королівської ради — панів радних. До них належали ряд вищих духовних і світських сановників. Король вважався третім станом і скликав засідання. Вальний сейм повинен був збиратися кожні два роки на термін шість тижнів.
Перехід до фільварково-панщинного господарства сприяв економічному й політичному посиленню шляхти. До того ж питома вага шляхти в загальній масі польського населення була значно вищою, ніж в інших європейських країнах. Цими обставинами й пояснювалася політична активність польської шляхти та її інтерес до державних справ. На межі XV—XVI ст. у Польщі завершилось оформлення станової монархії: у країні діяв двопалатний сейм. Верхня палата — сенат — включала представників вищого духовенства та магнатів, зайнятих на високих державних посадах. До нижньої палати — посольської ізби — входили посли, обрані на сеймиках — з'їздах місцевої шляхти. Селян і міста від участі в сеймі повністю усунули. Головну роль у ньому дедалі більше перебирала на себе шляхта. Сейм міг не тільки впливати на рішення короля, але навіть обмежувати його дії. У свою чергу, поведінка сейму залежала від позиції сеймиків. До того ж, хоч з XIV ст. у країні правили лише представники династії Ягайлонів, королівська влада залишалася виборною. Все це надавало своєрідності державному устрою Республіки Обох Націй.
Всередині дворянського стану, між можновладцями і шляхтою, точилася боротьба за вплив на короля. У 1530 р. вона вилилася у відкрите політичне протистояння. Поштовхом до нього послужило те, що літній король Сигізмунд І Старий (правив у 1506—1548), за наполяганням своєї дружини-італійки Бони Сфорци, провів обрання і коронацію їхнього дев'ятирічного сина Сигізмунда Августа. Це суперечило традиції, адже нового короля можна було обирати лише після смерті його попередника. Стало зрозуміло, що здійснено спробу замінити виборну монархію спадковою. Обурена шляхта звинуватила Сигізмунда І в порушенні законів, але далі цього не пішло.
Сигізмунд ll Август (1548—1572) продовжив лінію батька, через що між ним і шляхтою виник конфлікт. Проте коли королю знадобилися гроші для ведення війни, а отримати їх він міг лише за згоди шляхти, монарху довелося піти на поступки. На подив усього сейму Сигізмунд II Август з'явився на його засідання не в звичному для нього модному італійському, а в шляхетському вбранні. До того ж він звернувся до сейму польською мовою, а не латиною, як завжди. То були символічні ознаки зміни позиції короля, його прагнення домовитися зі шляхтою. Результатом компромісу стало затвердження принципу обрання польських королів.
Після смерті Сигізмунда II Августа, останнього з династії Ягайлонів, польським королем обрали французького принца Генріха Валуа (1573—1574). Перед вступом на трон він заприсягся не порушувати законів Речі Посполитої. Король був зобов'язаний кожні два роки скликати сейм, не міг без його згоди оголошувати війну, укладати мир, видавати закони, скликати посполите рушення. Відмова монарха від виконання своїх зобов'язань звільняла шляхту від покори йому. Таке посилення позицій шляхти мало наслідком введення в дію принципу «вільного вето» (заборони, лат. Liberum veto). Якщо хоча б один із депутатів сейму вимовляв: «Не дозволяю», рішення не приймалось, навіть коли всі інші за нього проголосували. Почалися постійні зриви в роботі сейму. Нерідко траплялось, що депутати роз'їжджались по своїх маєтках, так нічого й не вирішивши. Саме тоді стали казати, що Польща тримається непорядком.
Шляхетська вільність виявилася і в релігійному питанні. Реформаційні ідеї рано проникли в Польщу як у формі лютеранства, так і кальвінізму. Польські протестанти вимагали підпорядкування католицької церкви королю, передачі церковної власності державі, скасування десятини та введення оподаткування духовенства. У середині XVI ст. вони досягли успіху: сейм за підтримки короля звільнив шляхту від сплати десятини і встановив свободу віросповідання. Але прихильність шляхти до протестантизму виявилася нетривкою: отримавши своє, вона стала повертатися до католицизму.
Конституції 3 травня 1791 року містила закон «Про сеймики», що позбавляв Голоту (безземельну шляхту) права на участь в сеймиках.
Основні риси шляхетської демократії:
- виборність монарха;
- Наявність шляхетських сеймів і сеймиків;
- Наявність Сенату;
- шляхетські вольності.

Гілки влади:
- виконавча: монарх;
- законодавча: сейми і сеймики;
- судова: суди.